# Agraeus
Agraeus là một chi bọ cánh cứng trong họ 
Elateridae.
Chi này được Candèze miêu tả khoa học năm 1857.

## Các loài
Các loài trong chi này gồm:
- Agraeus bhasini Fleutiaux, 1932
- Agraeus delicatus (Dolin in Dolin, Panfilov, Ponomarenko & Pritykina, 1980)
- Agraeus excavatus Fleutiaux, 1918
- Agraeus falsus Fleutiaux, 1927
- Agraeus feai Fleutiaux, 1935
- Agraeus mannerheimii Candèze, 1857
- Agraeus monstrosum (Pic, 1928)
- Agraeus ponomarenkoi (Dolin in Dolin, Panfilov, Ponomarenko & Pritykina, 1980)